# عفونت چشم
عفونت چشم (به انگلیسی: Orbital cellulitis) التهاب بافت‌های چشم در پشت سپتوم چشم است. این عارضه بیشتر در اثر گسترش حاد عفونت به درون حفره چشم از سینوس‌های مجاور یا از طریق خون ایجاد می‌شود. همچنین ممکن است پس از ضربه ایجاد شود. هنگامی که پشت چشم را درگیر می‌کند، به عنوان عفونت بافتی (سلولیت) رترو-اوربیتال شناخته می‌شود.
بدون درمان مناسب، عفونت چشم ممکن است سبب عواقب جدی، از جمله از دست دادن دائمی بینایی یا حتی مرگ شود.

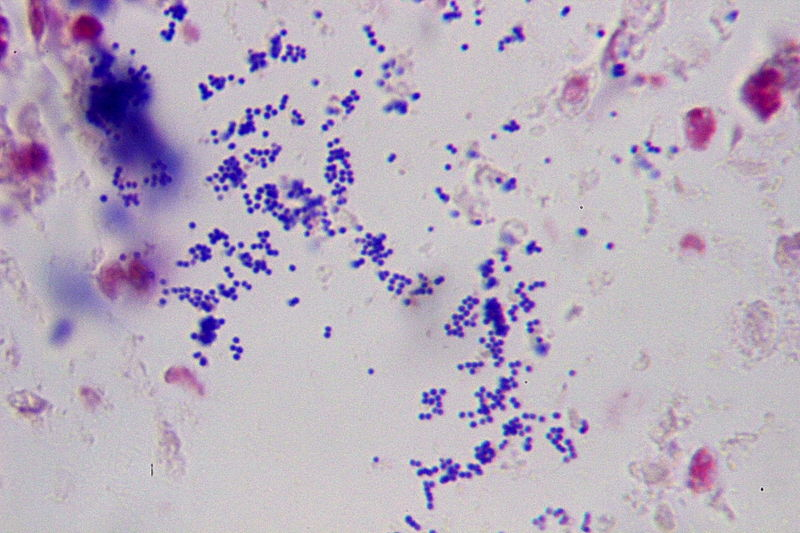
لکه گرم مثبت که احتمالاً استافیلوکوکوس اورئوس را نشان می‌دهد که یکی از علل اولیه عفونت چشم است.